# Crocidura eburnea
Crocidura eburnea — вид ссавців родини Soricidae. Його батьківщиною є Кот-д’Івуар, Ліберія та Гвінея. Він зустрічається в рівнинних тропічних лісах у південно-східній Гвінеї, східній Ліберії та південно-західному узбережжі Слонової Кістки. Вважається, що він населяє низинні тропічні ліси (західні та східні рівнинні ліси Гвінеї), але мало що відомо про його екологію. 